# Ghoga
Ghoga är en ort i Indien.   Den ligger i distriktet Bhāgalpur och delstaten Bihar, i den östra delen av landet, 1 100 km öster om huvudstaden New Delhi. Ghoga ligger 40 meter över havet och antalet invånare är 3 766.
Terrängen runt Ghoga är mycket platt. Runt Ghoga är det tätbefolkat, med 947 invånare per kvadratkilometer. Närmaste större samhälle är Bhāgalpur, 18,8 km väster om Ghoga. Trakten runt Ghoga består till största delen av jordbruksmark.